# Cornufer acrochordus
Espèce
Synonymes
- Platymantis acrochordus (Brown, 1965)
- Platymantis acrochorda (Brown, 1965)

Statut de conservation UICN

 DD : Données insuffisantes
Cornufer acrochordus est une espèce d'amphibiens de la famille des Ceratobatrachidae.

## Répartition
Cette espèce est endémique de l'archipel des Salomon. Elle se rencontre de 100 à 1 500 m d'altitude sur l'île Bougainville en Papouasie-Nouvelle-Guinée et sur les îles Choiseul et Santa Isabel aux Salomon.

## Description
Les mâles mesurent de 25,0 à 28,0 mm et les femelles de 37,0 à 40,0 mm.

## Publication originale
- Brown, 1965 : New frogs of the genus Cornufer (Ranidae) from the Solomon Islands. Breviora, no 218, p. 1-16 (texte intégral).